# Irina Dmitrijewna Borneman-Starynkewitsch

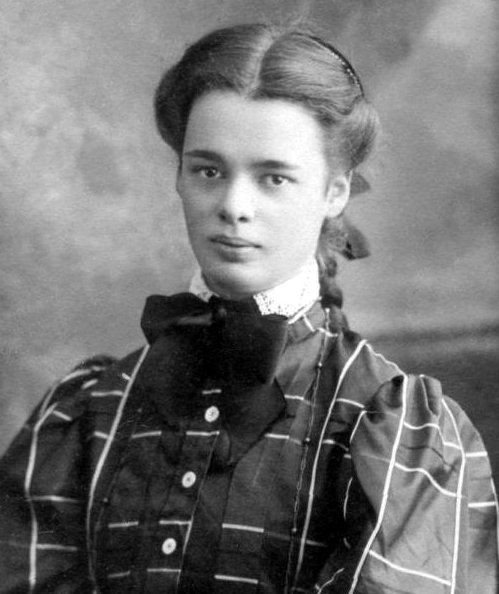
Irina Dmitrijewna Starynkewitsch (1905)

Irina Dmitrijewna Borneman-Starynkewitsch, geboren Starynkewitsch, (russisch Ирина Дмитриевна Борнеман-Старынкевич, урожд. Старынкевич; * 31. Dezember 1890jul. / 12. Januar 1891greg. in St. Petersburg; † 18. September 1988 in Moskau) war eine russische bzw. sowjetische Chemikerin und Mineralogin.

## Leben
Borneman war das zweite der sechs Kinder des Ingenieurs Dmitri Sokratowitsch Starynkewitsch (1863–1920) und der Ärztin Jelena Konstantinowna Starynkewitsch geborene Lebedewskaja (1866–1918). Der Großvater Sokrat Starynkewitsch war Gouverneur des Gouvernements Cherson. Sie besuchte in Zarskoje Selo das Marienmädchengymnasium, wo Anna Achmatowa ihre Mitschülerin war,  und in St. Petersburg das von Emilija Pawlowna Schaffe gegründete und geleitete Mädchengymnasium mit Abschluss 1908. Sie studierte dann in den St. Petersburger Höheren Bestuschew-Kursen für Frauen in der Chemie-Abteilung der Physikalisch-Mathematischen Fakultät mit Abschluss (1912). Vom Herbst 1912 bis zum Frühjahr 1914 war sie an der Universität Göttingen im Laboratorium Gustav Tammanns Praktikantin bei der Kristallisation aus der Dampf-Phase.
Ab 1914 bestimmte Borneman die chemische Zusammensetzung von Mineralen in Wladimir Wernadskis Laboratorium im Geologischen und Mineralogischen Museum der Kaiserlichen Akademie der Wissenschaften. Von der Universität Petrograd erhielt sie 1916 als Externe ein Diplom. Ab 1922 war sie Mitarbeiterin des Museums. Ihr gelang die chemische Abtrennung von Titan, Niob und Tantal, und sie entwickelte eine Methode zur Bestimmung der Seltenerdelemente.
Im Staatlichen Radium-Institut in Leningrad arbeitete Borneman ab 1930. Sie wurde 1932 Leiterin des Chemischen Laboratoriums des Apatit-Trusts.
Ab 1937 arbeitete Borneman im Moskauer Institut für Geologische Wissenschaften der Akademie der Wissenschaften der UdSSR (AN-SSSR). Ohne Verteidigung einer   Dissertation wurde sie 1936 zur Kandidatin der chemischen Wissenschaften promoviert.
Nach Beginn des Deutschen Angriffskriegs gegen die  Sowjetunion arbeitete Borneman im Zusammenhang mit der Evakuierung Moskaus bis 1943 in der Baschkirischen  Erdöl-Expedition in Ufa. Sie verteidigte 1945 ihre Doktor-Dissertation über die isomorphen Titan-Silicate und -Phosphate mit Erfolg für die Promotion zur Doktorin der geologisch-mineralogischen Wissenschaften.
Ab 1975 leitete Borneman das Chemische Zentrallaboratorium des Instituts für Geologie der Erzlagerstätten (IGEM) der AN-SSSR.
Borneman hatte 1923 den Geologen Boris Alexandrowitsch Borneman (1897–1943) geheiratet und hatte einen Sohn, der im Kindesalter starb, und die Tochter Jewgenija Borissowna verheiratete Chalesowa (1924–2021), die Mineralogin wurde.  Borneman starb am 18. September 1988 in Moskau und wurde auf dem Chowanskoje-Friedhof begraben.

## Ehrungen, Preise
- Medaille „Für heldenmütige Arbeit im Großen Vaterländischen Krieg 1941–1945“ (1945)
- Medaille „Für heldenmütige Arbeit“ (1951)
- Leninorden (1953)
- Verdiente Wissenschaftlerin der RSFSR
- Ehrenmitglied der Mineralogischen Allunionsgesellschaft

Nach Borneman wurden die Minerale Bornemanit aus der Lowosero-Tundra und Irinit, eine thoriumhaltige Loparit-(Ce)-Varietät, benannt.